# Beyond Castle Wolfenstein
Beyond Castle Wolfenstein é um jogo eletrônico lançado em 1984 sobre a Segunda Guerra Mundial. Uma sequência direta de Castle Wolfenstein, é o segundo jogo da série Wolfenstein, e a última parte a ser lançada pelo desenvolvedor original Muse Software antes seu fechamento. Ao contrário do original, Beyond Castle Wolfenstein foi desenvolvido simultaneamente para o Apple II e o Commodore 64, mas foi rapidamente portado para MS-DOS e para família Atari de 8-bits.
O objetivo do jogo é atravessar todos os níveis do bunker secreto onde Adolf Hitler está organizando reuniões com os seus altos funcionários, em Berlim. O jogador deve recuperar uma bomba que os operadores plantaram no interior do bunker e colocá-la na porta da sala onde a reunião está ocorrendo.
A visualização e a jogabilidade são basicamente as mesmas do título anterior, porém foram adicionadas novas características, como a possibilidade de mostrar um passe para os guardas, quando requisitado, ou oferecer suborno (caso o passe seja o errado ou o jogador não tenha dinheiro, os guardas tentarão acionar alarmes ou matar o jogador) e arrastar corpos para bloquear portas; as granadas do jogo anterior foram substituídas por um punhal, que pode ser usado para matar silenciosamente os guardas em vez de atrair a atenção com tiros. Além disso, o sistema de áudio inclui um aumento no vocabulário e uma maior variedade de efeitos sonoros.

## Recepção crítica
A revista Antic, em 1985, afirmou que a versão Atari 8-bit de Beyond Castle Wolfenstein "promete mais do que entrega em estratégia". A revista criticou o jogo por ter os mesmos gráficos "parecidos" do Apple II como seu antecessor, velocidade de carregamento muito lenta e recursos aparentemente desnecessários; "Uma vez que você saiba quais passes usar, você pode navegar pelo jogo apenas com o mapeamento necessário", desencorajando o replay. Uma pesquisa de estratégia e jogos de guerra em 1991 deu a duas estrelas de cinco.